# Norwegischer Fußballpokal der Männer 2007
Der norwegische Fußballpokal 2007 (kurz auch NM-Cup 2007 genannt) war die 102. Austragung des Fußballpokalwettbewerbs der Männer. Pokalsieger wurde Lillestrøm SK. Das Team setzte sich im Finale mit 2:0 gegen den FK Haugesund durch. Der Pokalsieger erhielt das Startrecht im UEFA-Pokal 2008/09.
Alle Begegnungen wurden in einem Spiel entschieden. Bei einem Unentschieden nach Verlängerung wurde der Sieger im Elfmeterschießen ermittelt. In den ersten beiden Runden hatten Amateure bzw. schlechter platzierte Teams Heimrecht. Ab der dritten Runde wurde ohne Beschränkung gelost.

## 1. Runde
| Datum      |                     | Ergebnis  |                      |
| ---------- | ------------------- | --------- | -------------------- |
| 19.05.2007 | Lisleby FK          | 0:5       | Fredrikstad FK       |
|            | Kvik Halden FK      | 2:1       | FK Sparta Sarpsborg  |
|            | Manglerud Star Oslo | 5:2       | Kjelsås IL           |
|            | FK Gjøvik Lyn       | 0:3       | Raufoss IL           |
|            | Pors Grenland       | 2:0       | Asker Fotball        |
|            | Tollnes BK          | 1:4       | FK Arendal           |
|            | Randaberg IL        | 3:2 n. V. | Sandnes Ulf          |
|            | Åsane Fotball       | 3:1       | Fana IL              |
|            | SK Træff            | 0:5       | Kristiansund BK      |
|            | Byåsen Toppfotball  | 4:0       | Levanger FK          |
|            | FK Lofoten          | 3:2       | FK Mjølner           |
|            | IF Skarp            | 1:2       | Mo IL                |
| 20.05.2007 | Fet IL              | 01:10     | Lyn Oslo             |
|            | Flisa IL            | 3:6       | Lillestrøm SK        |
|            | FK Toten            | 0:3       | Vålerenga Oslo       |
|            | Åssiden IF          | 1:9       | Stabæk Fotball       |
|            | Åskollen FK         | 2:6       | Strømsgodset IF      |
|            | Sandar IL           | 0:5       | Sandefjord Fotball   |
|            | Svarstad IL         | 0:5       | Odd Grenland         |
|            | Vindbjart FK        | 2:6       | Start Kristiansand   |
|            | Egersunds IK        | 0:6       | Viking Stavanger     |
|            | IL Trio Husnes      | 0:5       | Brann Bergen         |
|            | FK Sykkylven        | 0:7       | Aalesunds FK         |
|            | Namsos IL           | 1:5       | Rosenborg Trondheim  |
|            | FK Senja            | 0:3       | Tromsø IL            |
|            | Strømmen IF         | 1:2       | Kongsvinger IL       |
|            | Greåker IF          | 0:1       | Moss FK              |
|            | SK Sprint-Jeløy     | 0:3       | Sarpsborg FK         |
|            | Follo Fotball       | 3:1       | Ullensaker/Kisa IL   |
|            | Nordstrand IF       | 1:5       | Groruddalen BK       |
|            | Rommen SK           | 1:0       | Eidsvold IF          |
|            | Korsvoll IL         | 3:1 n. V. | Ringsaker IF         |
|            | Fagerborg BK        | 1:3       | Drøbak/Frogn IL      |
|            | Bærum SK            | 2:0       | Lørenskog IF         |
|            | Vollen UL           | 0:5       | Mjøndalen IF         |
|            | Skjetten SK         | 1:2       | Skeid Oslo           |
|            | Fjellhamar FK       | 2:5       | Nybergsund IL-Trysil |
|            | Lillehammer FK      | 1:4       | Hønefoss BK          |
|            | Brumunddal Fotball  | 0:3       | Ham-Kam              |
|            | Åmot IF             | 0:4       | KFUM Oslo            |
|            | Eik IF Tønsberg     | 1:9       | FK Tønsberg          |
|            | Herkules IF         | 0:3       | Notodden FK          |
|            | FK Vigør            | 1:5       | Flekkerøy IL         |
|            | Ålgård FK           | 1:4       | FK Mandalskameratene |
|            | Vardeneset BK       | 0:4       | Bryne FK             |
|            | Åkra IL             | 2:3       | SK Vard Haugesund    |
|            | SK Djerv 1919       | 1:6       | FK Haugesund         |
|            | Kopervik IL         | 2:0       | Stavanger IF         |
|            | Norheimsund IL      | 0:4       | Løv-Ham Fotball      |
|            | Os TF               | 1:0       | SK Baune             |
|            | Øygard IL           | 2:0       | Fyllingen Fotball    |
|            | Askøy FK            | 4:2 n. V. | Loddefjord IL        |
|            | Fjøra FK            | 3:1       | IL Hødd              |
|            | Stryn TIL           | 1:0       | Sogndal IL           |
|            | Volda TI            | 2:0       | IL Averøykameratene  |
|            | KIL/Hemne Fotball   | 3:1       | Molde FK             |
|            | Orkla FK            | 3:0       | Nardo FK             |
|            | NTNUI               | 3:5       | Strindheim IL        |
|            | Tiller IL           | 1:3       | Steinkjer FK         |
|            | Kolstad Fotball     | 0:5       | Ranheim IL           |
|            | IL Stjørdals-Blink  | 2:1       | Harstad IL           |
|            | Innstrandens IL     | 1:3       | Alta IF              |
|            | Bossekop UL         | 1:3       | Tromsdalen UIL       |
|            | Hammerfest FK       | 0:4       | FK Bodø/Glimt        |

## 2. Runde
| Datum      |                      | Ergebnis              |                      |
| ---------- | -------------------- | --------------------- | -------------------- |
| 13.06.2007 | Kvik Halden FK       | 0:5                   | Lyn Oslo             |
|            | Sarpsborg FK         | 0:4                   | Fredrikstad FK       |
|            | Mjøndalen IF         | 2:3                   | Vålerenga Oslo       |
|            | FK Arendal           | 1:3                   | Odd Grenland         |
|            | Randaberg IL         | 0:6                   | Viking Stavanger     |
|            | Øygard IL            | 0:5                   | Brann Bergen         |
|            | Fjøra FK             | 0:4                   | Stabæk Fotball       |
|            | Stryn TIL            | 2:9                   | Strømsgodset IF      |
|            | Volda TI             | 1:3                   | Aalesunds FK         |
|            | Orkla FK             | 0:5                   | Lillestrøm SK        |
|            | IL Stjørdals-Blink   | 0:6                   | Tromsø IL            |
|            | Follo Fotball        | 1:1 n. V. (2:4 i. E.) | Korsvoll IL          |
|            | KFUM Oslo            | 2:3 n. V.             | Skeid Oslo           |
|            | Rommen SK            | 0:7                   | Moss FK              |
|            | Groruddalen BK       | 0:1 n. V.             | Notodden FK          |
|            | Bærum SK             | 2:0                   | Ham-Kam              |
|            | Kongsvinger IL       | 5:0                   | Pors Grenland        |
|            | Nybergsund IL-Trysil | 4:1                   | Strindheim IL        |
|            | Raufoss IL           | 0:2 n. V.             | Drøbak/Frogn IL      |
|            | Hønefoss BK          | 3:0                   | Os TF                |
|            | Flekkerøy IL         | 0:1 n. V.             | FK Haugesund         |
|            | Kopervik IL          | 3:1                   | FK Mandalskameratene |
|            | Askøy FK             | 0:5                   | Bryne FK             |
|            | Løv-Ham Fotball      | 3:1                   | Åsane Fotball        |
|            | Kristiansund BK      | 0:0 n. V. (5:6 i. E.) | Manglerud Star Oslo  |
|            | Mo IL                | 3:2                   | Ranheim IL           |
|            | FK Lofoten           | 1:3 n. V.             | FK Bodø/Glimt        |
|            | Tromsdalen UIL       | 3:2                   | Byåsen Toppfotball   |
|            | Alta IF              | 1:0                   | Steinkjer FK         |
| 14.06.2007 | FK Tønsberg          | 2:0                   | Sandefjord Fotball   |
|            | SK Vard Haugesund    | 0:5                   | Start Kristiansand   |
|            | KIL/Hemne Fotball    | 3:4 n. V.             | Rosenborg Trondheim  |

## 3. Runde
| Datum      |                     | Ergebnis  |                      |
| ---------- | ------------------- | --------- | -------------------- |
| 26.06.2007 | Vålerenga Oslo      | 4:1       | Mo IL                |
| 27.06.2007 | Fredrikstad FK      | 1:2       | Nybergsund IL-Trysil |
|            | Moss FK             | 0:3       | Strømsgodset IF      |
|            | Drøbak/Frogn IL     | 0:2       | Viking Stavanger     |
|            | Manglerud Star Oslo | 0:1       | Start Kristiansand   |
|            | Korsvoll IL         | 2:5 n. V. | Stabæk Fotball       |
|            | Notodden FK         | 2:1 n. V. | Kongsvinger IL       |
|            | Odd Grenland        | 4:1       | FK Tønsberg          |
|            | FK Haugesund        | 4:0       | Løv-Ham Fotball      |
|            | Kopervik IL         | 0:5       | Brann Bergen         |
|            | Aalesunds FK        | 2:0       | Alta IF              |
|            | FK Bodø/Glimt       | 1:0       | Hønefoss BK          |
|            | Tromsø IL           | 4:1 n. V. | Tromsdalen UIL       |
| 28.06.2007 | Skeid Oslo          | 0:2 n. V. | Rosenborg Trondheim  |
|            | Lillestrøm SK       | 4:0       | Bærum SK             |
|            | Bryne FK            | 1:2       | Lyn Oslo             |

## 4. Runde
| Datum      |                      | Ergebnis |                |
| ---------- | -------------------- | -------- | -------------- |
| 25.07.2007 | Lyn Oslo             | 1:0      | FK Bodø/Glimt  |
|            | Lillestrøm SK        | 1:0      | Aalesunds FK   |
|            | Strømsgodset IF      | 4:1      | Notodden FK    |
|            | Start Kristiansand   | 0:1      | FK Haugesund   |
|            | Viking Stavanger     | 2:0      | Brann Bergen   |
|            | Rosenborg Trondheim  | 1:2      | Odd Grenland   |
| 26.07.2007 | Nybergsund IL-Trysil | 3:1      | Vålerenga Oslo |
| 08.08.2007 | Stabæk Fotball       | 3:0      | Tromsø IL      |

## Viertelfinale
| Datum      |                 | Ergebnis  |                      |
| ---------- | --------------- | --------- | -------------------- |
| 18.08.2007 | FK Haugesund    | 6:1       | Nybergsund IL-Trysil |
|            | Odd Grenland    | 2:1       | Viking Stavanger     |
| 19.08.2007 | Strømsgodset IF | 2:4 n. V. | Stabæk Fotball       |
|            | Lyn Oslo        | 0:1       | Lillestrøm SK        |

## Halbfinale
| Datum      |               | Ergebnis |                |
| ---------- | ------------- | -------- | -------------- |
| 26.09.2007 | FK Haugesund  | 1:0      | Odd Grenland   |
|            | Lillestrøm SK | 2:0      | Stabæk Fotball |

## Finale
| FK Haugesund                                 | FK Haugesund | Lillestrøm SK | Lillestrøm SK |
| -------------------------------------------- | --- | --- | ------------- |
| FK Haugesund                                 | \| Finale \| \| 11. November 2007 in Oslo (Ullevaal-Stadion) \| \| Ergebnis: 0:2 (0:0) \| \| Zuschauer: 24.361 \| \| Schiedsrichter: Per Ivar Staberg \| \| Spielbericht \| | \| Finale \| \| 11. November 2007 in Oslo (Ullevaal-Stadion) \| \| Ergebnis: 0:2 (0:0) \| \| Zuschauer: 24.361 \| \| Schiedsrichter: Per Ivar Staberg \| \| Spielbericht \|                                                                                | Lillestrøm SK |
| FK Haugesund                                 | Per Morten Kristiansen – Bjørn Strøm, Elias Storm, Erik Horneland , Carlos Castro (86. Jonas Johansen) – Svein Tore Brandshaug (65. Tor Arne Andreassen), Rodolfo Rodriguez, Dag Roar Ørsal – Sten Ove Eike (65. Petter Larsen), Cameron Weaver, Stian Johnsen Cheftrainer: Rune Skarsfjord | Otto Fredrikson – Anders Rambekk, Pål Steffen Andresen, Frode Kippe, Marius Johnsen (67. Shane Stefanutto) – Khaled Mouelhi, Simen Brenne, Espen Søgård – Bjørn Helge Riise, Olivier Occéan, Magnus Myklebust (58. Arild Sundgot) Cheftrainer: Tom Nordlie | Lillestrøm SK |
| FK Haugesund                                 | 0:1 Olivier Occéan (57.) 0:2 Olivier Occéan (90.) | | Lillestrøm SK |
| FK Haugesund                                 | Anders Rambekk (21.), Shane Stefanutto (79.) | | Lillestrøm SK |
| Finale                                       | | |               |
| 11. November 2007 in Oslo (Ullevaal-Stadion) | | |               |
| Ergebnis: 0:2 (0:0)                          | | |               |
| Zuschauer: 24.361                            | | |               |
| Schiedsrichter: Per Ivar Staberg             | | |               |
| Spielbericht                                 | | |               |